# Eutima variabilis
Eutima variabilis is een hydroïdpoliep uit de familie Eirenidae. De poliep komt uit het geslacht Eutima. Eutima variabilis werd in 1859 voor het eerst wetenschappelijk beschreven door McCrady. 